# 思家客国货超市
思家客（英語：Scarlett Supermarket）是新加坡一家以销售中国商品为主的连锁超市品牌，创立于新加坡，最初于2020年10月在牛车水丁加奴街开设首家门店，随后陆续在芽笼、勿洛等地开店，并于2021年在蝦皮購物平台开设线上商店。

## 产品与服务
思家客主要经营中国产的食品和日用品，包括零食、饮料、调味品、冷冻食品及日常生活用品，并提供线上与线下购物渠道。

## 门店分布
截至2025年5月，思家客在新加坡共设有39家分店，覆盖市区及各住宅区，其中牛车水旗舰店、芽笼店和勿洛店为24小时营业。

## 爭議
思家客所售產品曾引發爭議

### 非法供应商
2021年5月，思家客被揭發銷售由非法食品業者提供的產品，新加坡食品局随后令其停止销售并下架这些食品。。

### 未貼附英文標籤
2021年9月，思家客被揭發超過一半的食品未依法律規定貼附英文標籤，且曾銷售禁售的肉類食品。

### 配料表翻译错误
2024年11月，思家客超市于其出售的一款名为“刘一泡西安泡馍”的即食产品配料表中，将食品添加剂冰乙酸（英語：Glacial acetic acid）错译为受管制药物“甲基苯丙胺（英語：Methamphetamine）”，引发消费者恐慌。思家客总经理王立文向媒体澄清，该产品并不含该毒品，错误源自中国供应商的中英文翻译失误；涉事批次已于第一乐广场（英語：Lot One）门店下架并退回仓库处理。